# Vilardin
Vilardin ili (S)-1-(2-amino-2-karboksietil)pirimidin-2,4-dion je hemijsko jedinjenje koje se prirodno nalazi u semenu Mariosousa willardiana i Acacia sensu lato. Sadnice ovih biljaka sadrže enzime sposobne za složene hemijske supstitucije koje rezultiraju stvaranjem slobodnih aminokiselina. Vilardin se često proučava zbog njegove funkcije u biljkama višeg nivoa. Pored toga, mnogi derivati vilardina su istraženi zbog njihovog potencijala u farmaceutskom razvoju. Vilardin je prvi otkrio 1959. R. Gmelin, kada je izolovao nekoliko slobodnih, neproteinskih aminokiselina iz Acacia willardiana (drugi naziv za Mariosousa willardiana) kada je proučavao kako ove porodice biljaka sintetišu uracilialanine. Srodno jedinjenje, izovilardin, je istovremeno izolovala jedna druga grupa, i otkriveno je da ova dva jedinjenja imaju različita strukturna i funkcionalna svojstva. Naknadna istraživanja vilardiina fokusirala su se na funkcionalni značaj različitih supstitucija na azotnoj grupi i na razvoj analoga vilardina sa različitim farmakokinetičkim svojstvima. Generalno, vilardin je jedno od prvih proučavanih jedinjenja kod kojih male promene molekularne strukture rezultiraju jedinjenjima sa značajno različitim farmakokinetičkim svojstvima.
Vilardin je parcijalni agonist jonotropnih glutamatnih receptora. Ovi receptori se nalaze u ekscitatornim sinapsama i vezuju glutamat (glavni ekscitatorni neurotransmiter) i strukturno slične ligande. Aktivacija receptora dovodi do priliva pozitivnih jona u neuron, što dovodi do neuralne depolarizacije. Vilardin specifično agonizuje ne-NMDA glutamatne receptore: AMPA i kainatne receptore.
Razvijeni su analozi vilardina koji imaju različite afinitete vezivanja za AMPA i kainatne receptore. Ovi analozi su korišćeni za proučavanje strukture ovih receptora, kao i funkcionalnog značaja aktivacije receptora u različitim regionima mozga. Dok vilardin i njegovi analozi nisu eksplicitno proučavani kao terapeutici, postoji niz neuroloških poremećaja koje karakterišu promene u glutamatnoj signalizaciji, a ligandi za AMPA i kainatne receptore se često proučavaju kao potencijalni terapeutici.